# Статут на средновековна Шкодра
Статутът на средновековна Шкодра е средновековен правен акт от 15 век, установяващ автономното управление на Шкодра под венецианска власт, до попадането на града под османска след обсадата на Шкодра от 1478 г.
Статутът на средновековния град съдържа 279 глави (т.е. правни норми), написани на венециански диалект от 15 век.
Статутът на средновековна Шкодра е съхранен изцяло като правен паметник и е съставен в 2 екземпляра – първият за общината и вторият за местния съд. Муниципалното право реципира много от кануна на Лека Дукагини.